# 김석수
김석수(金碩洙, 1932년 11월 20일~)는 대한민국의 법조인, 정치인이다. 제34대 국무총리이다. 본관은 김녕이다.

## 학력
- 배재중학교 졸업
- 진주사범학교 졸업
- 연세대학교 법학 학사

### 명예 박사 학위
- 연세대학교 법학 명예박사

## 경력
- 제10회 고등고시 사법과 합격
- 부산지방법원 판사
- 대법원 재판연구관
- 서울민사지방법원 부장판사
- 서울고등법원 부장판사
- 서울지방법원 남부지원장
- 서울고등법원 수석부장판사
- 부산지방법원장
- 제10대 법원행정처 차장
- 대법원 대법관
- 제10대 중앙선거관리위원장
- 학교법인 연세대학교 감사
- 대법원 공직자윤리위원회 위원장
- 삼성전자 사외이사
- 제7대 정부공직자윤리위원회 위원장
- 제34대 국무총리
- 제1기 양형위원회 위원장
- 법무법인 대륙아주 고문변호사
- 제9대 학교법인 연세대학교 이사장